# Bunny Bruning
Bunny Bruning (née le 17 juillet 1957) est une joueuse de tennis américaine, professionnelle dans la seconde moitié des années 1970 et jusqu'en 1983.

## Palmarès

### Titre en simple dames
Aucun

### Finale en simple dames
| No | Date       | Nom et lieu du tournoi                      | Catégorie | Surface      | Vainqueure    | Score    |          |
| -- | ---------- | ------------------------------------------- | --------- | ------------ | ------------- | -------- | -------- |
| 1  | 31/05/1976 | Rose’s Lime Juice International, Chichester |           | Gazon (ext.) | Marise Kruger | 6-2, 6-2 | Parcours |

### Titres en double dames
| No | Date       | Nom et lieu du tournoi                 | Catégorie | Dotation | Surface    | Partenaire     | Finalistes                        | Score         |          |
| -- | ---------- | -------------------------------------- | --------- | -------- | ---------- | -------------- | --------------------------------- | ------------- | -------- |
| 1  | 02/01/1978 | Avon Futures of San Diego San Diego    | Futures   | 20 000 $ | Dur (int.) | Rayni Fox      | Valerie Ziegenfuss Lea Antonoplis | 3-6, 7-6, 6-2 | Parcours |
| 2  | 06/02/1978 | Avon Futures of Toronto Toronto        | Futures   | 20 000 $ | Dur (int.) | Sharon Walsh   | Mimi Wikstedt Jane Stratton       | 6-4, 7-5      | Parcours |
| 3  | 13/03/1978 | Avon Futures of Orlando Orlando        | Futures   | 20 000 $ | NC         | Rayni Fox      | Valerie Ziegenfuss Helen Cawley   | 6-4, 1-6, 6-1 | Parcours |
| 4  | 29/01/1979 | Avon Futures of Toronto Toronto        | Futures   | 25 000 $ | Dur (int.) | Rayni Fox      | Brigitte Cuypers Renáta Tomanová  | 6-4, 6-2      | Parcours |
| 5  | 12/02/1979 | Avon Futures of Columbus Columbus (OH) | Futures   | 25 000 $ | Dur (int.) | Yvonne Vermaak | Marjorie Blackwood Kym Ruddell    | 7-6, 6-4      | Parcours |

### Finales en double dames
| No | Date       | Nom et lieu du tournoi                    | Catégorie | Dotation | Surface      | Vainqueures                    | Partenaire         | Score         |          |
| -- | ---------- | ----------------------------------------- | --------- | -------- | ------------ | ------------------------------ | ------------------ | ------------- | -------- |
| 1  | 16/05/1977 | Italian Open Rome                         |           | 35 000 $ | Terre (ext.) | Brigitte Cuypers Marise Kruger | Sharon Walsh       | 3-6, 7-5, 6-2 |          |
| 2  | 29/05/1977 | Kentish Times Championships Beckenham     |           | NC       | Gazon (ext.) | Jane Stratton Mimi Wikstedt    | Sharon Walsh       | 6-3, 6-0      | Parcours |
| 3  | 08/01/1979 | Avon Future of San Antonio San Antonio    | Futures   | 25 000 $ | NC           | Kathy Jordan Wendy White       | Valerie Ziegenfuss | 6-2, 6-2      | Parcours |
| 4  | 10/09/1979 | Womens Open Greater Pittsburgh Pittsburgh |           | 35 000 $ | NC           | Sue Barker Candy Reynolds      | Jane Stratton      | 6-3, 6-2      | Parcours |

## Parcours en Grand Chelem

### En simple dames
| Année | Open d'Australie (janvier) | Open d'Australie (janvier) | Internationaux de France | Internationaux de France | Wimbledon       | Wimbledon      | US Open         | US Open        | Open d'Australie (décembre) | Open d'Australie (décembre) |
| ----- | -------------------------- | -------------------------- | ------------------------ | ------------------------ | --------------- | -------------- | --------------- | -------------- | --------------------------- | --------------------------- |
| 1976  | -                          | -                          | -                        | -                        | 2e tour (1/32)  | Maria Bueno    | 2e tour (1/32)  | Janet Newberry | n/a                         | n/a                         |
| 1977  | 2e tour (1/8)              | Mary Sawyer                | 1er tour (1/32)          | H. Eisterlehner          | 1er tour (1/64) | Cynthia Sieler | 1er tour (1/64) | Helen Anliot   | -                           | -                           |
| 1978  | n/a                        | n/a                        | -                        | -                        | 2e tour (1/32)  | Terry Holladay | 1er tour (1/64) | Marita Redondo | -                           | -                           |

À droite du résultat, l’ultime adversaire.

### En double dames
| Année | Open d'Australie (janvier) | Open d'Australie (janvier) | Internationaux de France   | Internationaux de France | Wimbledon                    | Wimbledon                  | US Open                      | US Open                     | Open d'Australie (décembre) | Open d'Australie (décembre) |
| ----- | -------------------------- | -------------------------- | -------------------------- | ------------------------ | ---------------------------- | -------------------------- | ---------------------------- | --------------------------- | --------------------------- | --------------------------- |
| 1976  | -                          | -                          | -                          | -                        | 2e tour (1/16) Sally Greer   | A. Van Zyl Sharon Walsh    | 1er tour (1/32) Sharon Walsh | Olga Morozova Virginia Wade | n/a                         | n/a                         |
| 1977  | -                          | -                          | 2e tour (1/8) Sharon Walsh | Rayni Fox Helen Cawley   | 1er tour (1/32) Sharon Walsh | Tracy Austin Lesley Hunt   | 2e tour (1/16) Sharon Walsh  | Kerry Reid Greer Stevens    | -                           | -                           |
| 1978  | n/a                        | n/a                        | -                          | -                        | 1er tour (1/32) Sharon Walsh | Glynis Coles Linda Mottram | 1er tour (1/32) Rayni Fox    | B. Cuypers Kristien Shaw    | -                           | -                           |
| 1979  | n/a                        | n/a                        | -                          | -                        | -                            | -                          | 2e tour (1/16) C. Reynolds   | Sherry Acker Julie Anthony  | -                           | -                           |
| 1982  | n/a                        | n/a                        | -                          | -                        | -                            | -                          | 1er tour (1/32) Kate Latham  | C. Reynolds Paula Smith     | -                           | -                           |
| 1983  | n/a                        | n/a                        | -                          | -                        | -                            | -                          | 1er tour (1/32) B. Buckley   | Andrea Leand M. L. Piatek   | -                           | -                           |

Sous le résultat, la partenaire ; à droite, l’ultime équipe adverse.

### En double mixte
N'a jamais participé à un tableau final.